# Kenji Shimizu (Kampfsportler)

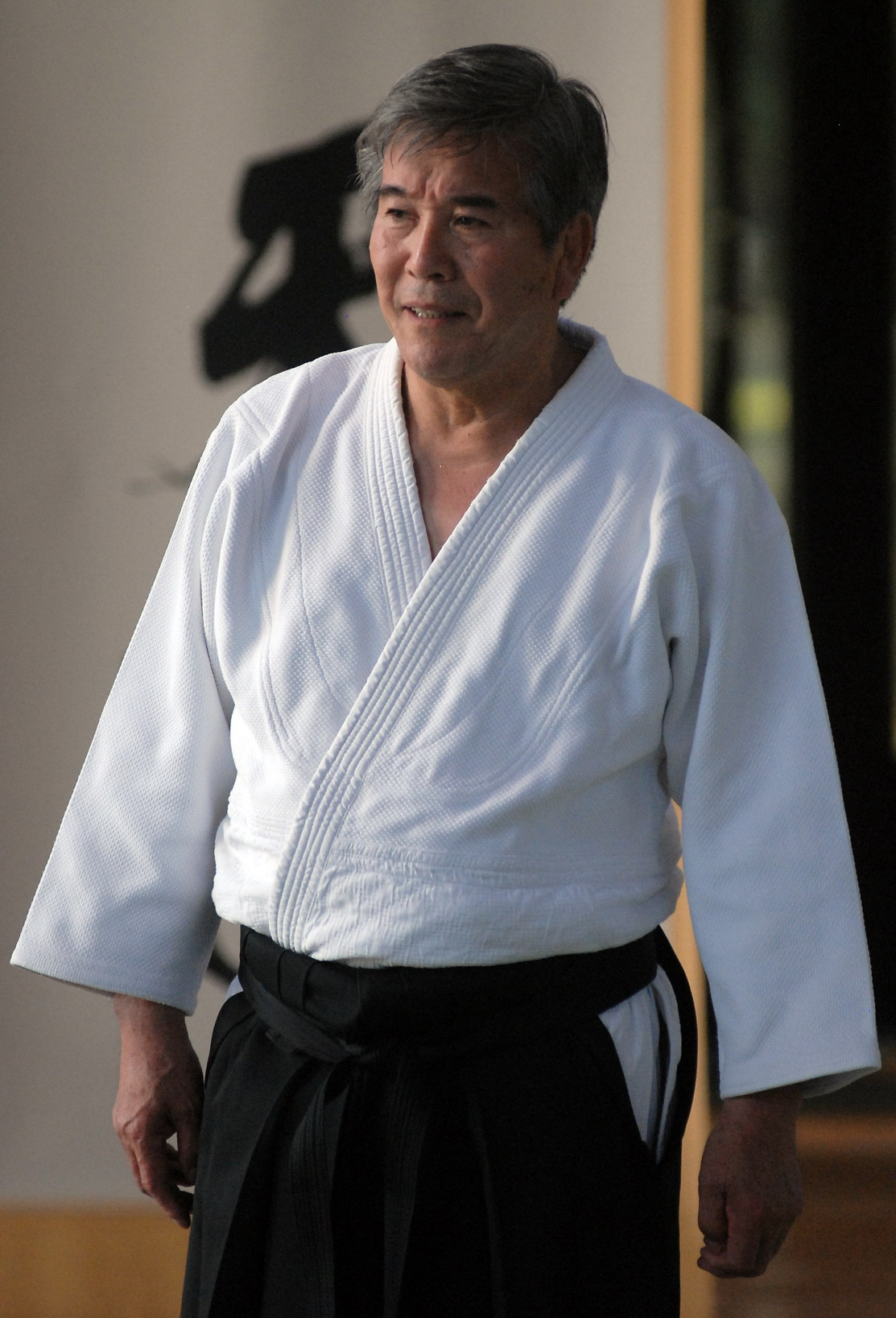
Kenji Shimizu

Kenji Shimizu (jap. 清水健二, Shimizu Kenji; * 1940 in der Präfektur Fukuoka, Stadt Iizuka, Distrikt Tentō, Japan) begann 1953 mit dem Judo-Training und trug den 4. Dan, als er 1963, nach seinem Studium an der Meiji-Universität, zum Aikidō überwechselte. Er wurde einer der letzten persönlichen Schüler (Uchi-Deshi) von Ueshiba Morihei, dem Begründer des Aikidō. Als Ueshiba 1969 verstarb, hatte Shimizu den 4. Dan inne. Im selben Jahr gründete er in Tokio das Shimizu Dōjō, welches er 1975 in Tendokan (Tor zum Himmel) umbenannte. Shimizu verblieb bis 1973 im Aikikai und wechselte dann zur IMAF. 1982 begründete er schließlich seinen eigenen Aikido-Stil mit dem Namen Tendoryu (japanisch 天道流, ten „Himmel“, do „Weg“, ryu „Schule“).
Im Jahr 1987 trennte sich Meister Shimizu von der IMAF und gründete mit anderen Budō-Meistern die Nihon Budo Kokusai Renmei. 1988 wurde ihm der 8. Dan verliehen.
Der Begriff Tendo leitet sich aus einem Wort des klassischen chinesischen Werkes Der goldene Mittelweg ab, in dem es heißt, Aufrichtigkeit sei der Weg zum Himmel. Gleichzeitig heißt so aber auch Meister Shimizus Geburtsort.
Seit 1978 hält Meister Shimizu jährlich mehrmals Seminare in Deutschland und anderen europäischen Ländern. 1993 wurde offiziell der Deutsche Tendoryu-Verband (TAD) gegründet.
Tendoryu-Aikido zeichnet sich durch große, klare Bewegungen aus und überzeugt durch Natürlichkeit und harmonischen Bewegungsfluss.
Shimizu-Sensei hat für die langjährige Verbreitung des Aikidō im Ausland die Auszeichnung des japanischen Außenministers für das Jahr Heisei 14 (2002) erhalten. In Anerkennung seiner besonderen Verdienste im langjährigen kulturellen Austausch mit anderen Ländern wurde Shimizu Sensei von der Kaiserfamilie zur Gartenparty 2002 im Akasaka-Kaiserpalast in Tokio eingeladen.